# Eugenio Bruschini
Eugenio Bruschini (Bellagio, 3 marzo 1939 – Bellagio, 2 ottobre 1991) è stato un calciatore italiano.

## Carriera

### Gli inizi e il Lecco in Serie A
Ha rappresentato una grande promessa del calcio italiano degli anni sessanta. Cresciuto calcisticamente nell'Unione Sportiva Bellagina passa successivamente al Lecco dove esordisce diciottenne in Serie B e il 25 settembre 1960, a 21 anni, in Serie A a Firenze in una gara persa dal Lecco per 4 a 0 contro la Fiorentina. Dopo essere stato titolare dei lombardi prima nei due campionati di Serie B e poi di seguito nei due disputati nella massima serie, per il ventitreenne Bruschini giunge il momento di cambiare squadra visto che i blucelesti sono retrocessi in Serie B.

### La SPAL
Nel 1962 viene notato da Paolo Mazza, indimenticato presidente della SPAL, che si innamora di questo ossuto e lungo - è alto 1,83 - portiere. Mazza è desideroso di dare finalmente alla SPAL un guardiano più sicuro e meno alterno di Maietti e Patregnani che si sono alternati nel campionato precedente; porta quindi Bruschini a Ferrara vincendo la concorrenza di grossi club e pagandolo, contrariamente alle sue abitudini, un prezzo consistente oltre alla comproprietà di Bagatti.
Bruschini non delude il mago di campagna ed in una SPAL che alla terza giornata è prima in classifica, si distingue per le parate spettacolari e per la straordinaria continuità: 33 presenze in campionato con la SPAL e la convocazione in maglia azzurra a fare il vice di Giuliano Sarti. In quegli anni molti portieri di un'età simile alla sua sono o stanno entrando nel giro della Nazionale - Vieri, Mattrel, Albertosi, Pizzaballa, Anzolin, Bandoni, Cei. Per Bruschini si apre un periodo ricco di prospettive. Nel 1963 il presidente Mazza riceve molte offerte - il Milan offre Balzarini oltre a 50 milioni - ma il massimo dirigente spallino rifiuta, certo che l'anno successivo avrebbe fatto ancor più incetta di quattrini per sanare il bilancio di una provinciale di lusso come la SPAL.

### Gli infortuni e il tramonto

28 ottobre 1962, Bruschini battuto da Giacomo Bulgarelli (contrastato da Sergio Cervato) in -SPAL 4 a 1. Sullo sfondo è riconoscibile lo spallino Manlio Muccini

La prima avvisaglia di una lunga e dolorosa serie di infortuni avviene il 9 dicembre 1962 quando, in uno scontro con Jair a Milano contro l'Inter, riporta una dolorosa contusione alla spalla destra che lo obbliga all'unica assenza in quel campionato nella gara interna contro l'Atalanta. La stagione successiva, il 17 novembre 1963, dopo un'accrobatica parata effettuata su un tiro dell'attaccante sampdoriano Maryan Wisnieski, riporta un'ulteriore contusione - almeno così la giudicano i sanitari ferraresi - alla medesima spalla che lo obbliga a saltare la trasferta di Torino contro i granata. Torna in campo nelle due gare successive ma, il 15 dicembre 1963, nel corso di un allenamento condotto dal trainer della SPAL Giacomo Blason tra prima squadra e riserve tenutosi a Francolino, Bruschini si infortuna di nuovo. Schierato con le riserve per essere maggiormente impegnato, para un tiro di Gianni Bui ma cade male e resta a terra dolorante sempre alla medesima spalla. Trasportato prima all'Ospedale Sant'Anna di Ferrara e successivamente all'Ospedale Rizzoli di Bologna dove viene operato dal professor Leonardo Gui. Bruschini è costretto a rimanere fuori fino al termine del campionato venendo cautamente schierato solamente per un tempo il 15 aprile 1964 nella gara valida per il 3º turno eliminatorio di Coppa Italia contro il Bologna.
L'anno successivo, retrocessa la SPAL in Serie B, riprende il suo posto di titolare e pare ritornato quello di prima. Ha anche la soddisfazione di alternarsi con Bandoni a guardia della porta della rappresentativa nazionale di Serie B nella vittoriosa gara giocata a Napoli il 3 gennaio 1965 contro la Francia e guidata per l'occasione dallo stesso Mazza. Tornata la SPAL in Serie A, è riconfermato titolare ma dopo la prima partita di campionato contro il Napoli, in una gara d'allenamento si scontra con il compagno di squadra Fabio Capello e si frattura il setto nasale.. Successivamente deve sottoporsi ad un secondo intervento alla spalla e viene sostituito, in entrambe le defezioni, da Cantagallo. A febbraio riprende il suo posto ma poi, il 13 febbraio 1966 contro il Lanerossi Vicenza, in una coraggiosa uscita su Vinicio si infortuna di nuovo subendo una lussazione alla spalla già due volte operata. Bruschini non riesce più a riprendersi e la sua carriera, come titolano i giornali dell'epoca, pare definitivamente conclusa.
Nel 1967 riprende a giocare nelle file del Chiasso nella Serie B Svizzera. Dopo un paio d'anni di attività, in cui viene apprezzato come uno dei migliori portieri della serie cadetta elvetica, gli sono riscontrati alcuni seri problemi cardiaci. A quel punto si ritira definitivamente. A seguito dei problemi cardiaci diagnosticatigli ai primi degli anni '70, muore a 52 anni.
Alla notizia della sua morte la SPAL, occupata a concentrarsi sulla sua imminente ed effimera promozione in Serie B, non lo ricorda né con il tradizionale minuto di raccoglimento, né con il lutto al braccio. Se ne va così, fra molta ed incomprensibile indifferenza, quello che con ogni probabilità è il più grande portiere biancoazzurro di tutti i tempi assieme a Bugatti.
Bruschini ha disputato nella Serie A italiana 113 gare ed un centinaio sono quelle che ha disputato nella Serie B sempre in Italia.
Una delle figlie di Bruschini, Laura, è stata campionessa di beach volley e ha preso parte alla Olimpiadi di Sydney del 2000.